# 20616 Зейшансайед
20616 Зейшансайед (20616 Zeeshansayed) — астероїд головного поясу, відкритий 30 вересня 1999 року.
Тіссеранів параметр щодо Юпітера — 3,621.